# Valerianella discoidea
Valerianella discoidea es una especie de planta perteneciente a la familia  Valerianaceae. 

## Descripción
Tiene tallos de hasta 30 cm de longitud. Las hojas inferiores de hasta 8 x 1,5 cm, de estrechamente espatuladas a ovadas, enteras o dentadas, obtusas; las superiores de hasta 3 x 1 cm, de estrechamente oblongas a linear-lanceoladas, dentadas, frecuentemente con parte inferior pinnatisecta. Las flores en cima globosa, densa. Brácteas lineares, obtusas, ciliadas. Corola de 1,5 mm, azul-violeta. Frutos de  2 mm, obcónicos, con 4 ángulos obtusos más o menos marcados, con cavidades estériles aproximadamente tan grandes como la fértil, separadas por un surco amplio y oblongo. Cáliz persistente, densamente peloso por la parte interna; limbo con 8-15 dientes desiguales, cada uno con una arista uncinada. Florece de abril a mayo.

## Distribución y hábitat
Se encuentra en los pastos de terófitos en lugares ± nitrificados, barbechos, cultivos y claros de matorral, preferentemente en substratos margosos, arcillosos y calcáreos; a una altitud de  0-1300(1650) metros en Macaronesia (Canarias), región mediterránea y suroeste de Asia. En toda la península ibérica y Baleares.

## Taxonomía
Valeriana discoidea fue descrita por Jean Louis August Loiseleur-Deslongchamps y publicado en Not. Pl. Fr.148 (1810)
Citología
El número de cromosomas es de:  2n= 14.
Sinonimia
| - Fedia coronata Gaertn. - Fedia discoidea Mirb. - Fedia sicula Guss. - Valeriana coronata Mill. - Valeriana discoidea Willd. | - Valeriana locusta var. discoidea L. - Valerianella coronata subsp. discoidea (L.) Rouy & E.G. Camus in Rouy & Foucaud - Valerianella coronata var. discoidea (L.) Mutel - Valerianella discoidea subsp. platiloba (Dufr.) Malag. - Valerianella platiloba Dufr. |

## Nombre común
- Castellano:  canónigos de flor rosa.[4]